# Morne Fortune

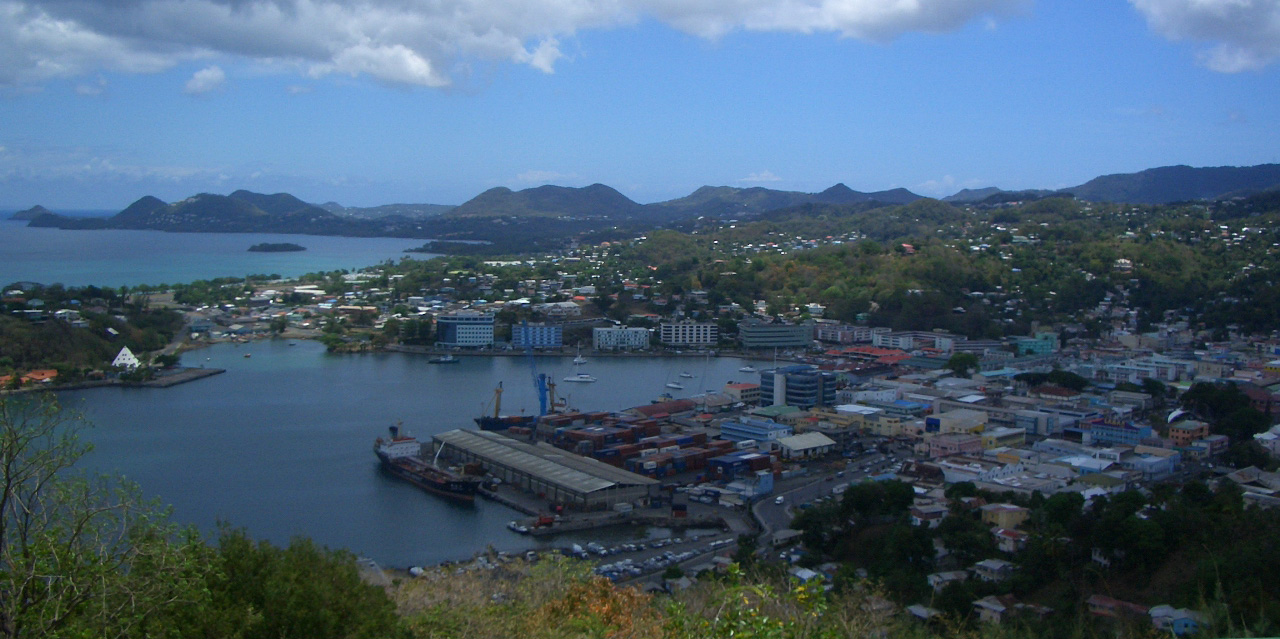
Blick auf Castries von Morne Fortune aus.

Morne Fortune (ursprünglich: Morne Dubuc) ist ein Hügel und das gleichnamige Wohngebiet im Süden der Inselhauptstadt Castries auf Saint Lucia, dem Inselstaat der Westindischen Inseln.

## Geographie
Morne Fortune ist ein kleiner Bergrücken, der sich von Tapion Shoal im Nordwesten nach Süden ins Inselinnere zieht. Er steigt bis auf 260 m (582 ft) an.
Die Siedlung liegt etwa 800 m südlich des Zentrums von Castries oberhalb des Hafens La Toc auf dem Hügel. Die Morne Road (Morne Fortune Road), die in der Nähe des Polizeihauptquartiers beginnt, windet sich in mehreren Serpentinen auf den Hügel und führt dann weiter nach Süden ins Cul de Sac Valley und zum Hafen Buckeye St. Lucia Terminal. Verwaltungsmäßig gehört das Gebiet zur Einheit Goodlands.

## Geschichte
In der französischen Kolonialzeit wurde Morne Dubuc in Morne Fortune umbenannt, als die Franzosen ihr militärisches Hauptquartier und ihre Verwaltungsgebäude von Vigie hierhin verlegten. Ein Fort wurde erbaut, welches allerdings am 1. April 1794 von den Briten erobert wurde. Sie benannten es Fort Charlotte. Im Juni 1795 wurde es von den Franzosen zurückerobert und am 24. Mai 1796 erneut von den Briten erobert. Noch heute erinnert ein Denkmal an das 27th (Inniskilling) Regiment of Foot, dessen Soldaten die Schlacht geschlagen hatten. Frankreich erlangte erneut den Besitz durch den Frieden von Amiens, aber Commodore Samuel Hood besiegte den französischen Gouverneur Général de Brigade Antoine Noguès im Juni 1803, und fortan blieb das Fort in britischer Hand, bis zur Unabhängigkeit 1979.
Das Fort auf dem Gipfel besteht noch immer und es gibt einige alte Militärbauten, die als historisches Gebiet ausgewiesen sind (Provost Park und Appostles Battery) und Kriegsgräber. Der Saint Lucia National Trust verwaltet dieses Areal.
Auf dem höchsten Punkt des Hügels liegt ein Campus der University of the West Indies und das Sir Arthur Lewis Community College. Daneben steht auf der Nordseite auch das Government House, die offizielle Residenz des Generalgouverneurs, sowie die St. Benedict's Roman Catholic Church und weitere Sakralbauten. Der Hügel bietet einen schönen Ausblick auf Castries.